# IC 5111
IC 5111 — галактика типу S? (спіральна галактика) у сузір'ї Водолій.
Цей об'єкт міститься в оригінальній редакції індексного каталогу.